# Home Vision (console de jeux vidéo)
Pour les articles homonymes, voir Home Vision.
La Home Vision de la société belge VDI est une console de jeux vidéo sortie en septembre 1983 en France au prix de 1250 FF. La console est produite à Taïwan par Gem International Corporation.